# Markarian 79
 (juillet 2023).
Améliorez-le ou discutez des points à vérifier. 
Markarian 79 est une galaxie de Seyfert de type 1 qui se situe dans la constellation du Lynx à 307.078.187 années-lumière.

## Caractéristiques

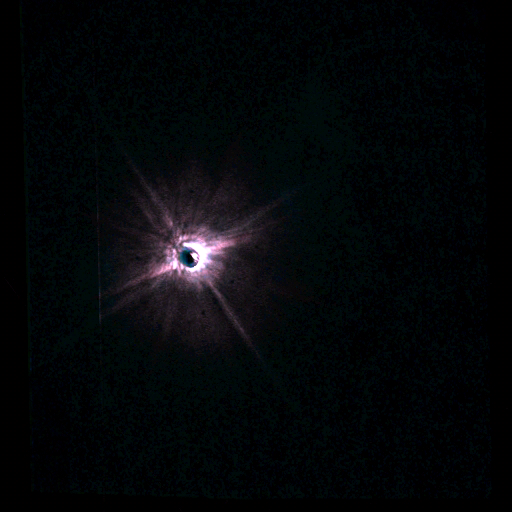
Image du télescope spatial Hubble du centre de Markarian 79.

Le spectre de la galaxie de Seyfert 1 Mrk 79 est étudié, et les résultats sont comparés avec une étude similaire de la galaxie de Seyfert 1 I Zw 1.
L'équipe de Harvard travaillant avec Chandra constate que Mrk 79 a de larges raies d'absorption et des raies d'émission plus étroites.
La galaxie a de très fortes raies Fe II, les raies d'absorption plus fortes, telles que celles de O III, O II et Ne III, sont présentes dans le spectre de Mrk 79.
Mrk 79 possède une distribution relative d'énergie spectrale en continu avec une pente modeste dans le visuel, l'infrarouge et les ultraviolets.
Mrk 79 a un quasar central, d'une masse de 52 500 000 masses solaires, très émetteur dans le domaine des rayons X (2-10 keV), gamma, radio, infrarouges, ainsi qu'une luminosité très importante (magnitude apparente de 14.27).
Mrk 79 possède un disque d'accrétion très large (2 jours-lumière) d'une masse approximative de plus de 10 millions de masses solaires, la masse du quasar plus celle du disque d'accrétion produit une petite lentille gravitationnelle (l'effet de déviation de la lentille possède une masse déviative de 62 500 000 masses solaires).
Ce disque produit une couronne de rayons X autour du disque,,,.